# Bernhard Stübecke
Friedrich August Bernhard Stübecke (6 de maio de 1904 — 2 de agosto de 1964) foi um ciclista alemão, que participou nos Jogos Olímpicos de Amsterdã 1928.
Stübecke competiu na corrida em estrada individual, mas não conseguiu completar a prova.